# J. Lee Thompson
John Lee Thompson (Bristol, 1 augustus 1914 – Sooke, 30 augustus 2002) was een Brits filmregisseur.

## Levensloop
Thompson begon zijn loopbaan als schrijver van toneelstukken en filmscenario's. Hij debuteerde als regisseur in 1950 met de misdaadfilm Murder Without Crime. Zijn grote doorbraak kwam er met de oorlogsprent The Guns of Navarone (1961). Thompson sleepte voor die film een Oscarnominatie in de wacht. In de jaren '60 keerde hij nog voor enkele films terug naar Groot-Brittannië, maar hij was sindsdien vooral werkzaam in Hollywood als regisseur van thrillers en actiefilms. Thompson draaide zijn laatste prent in 1989.
Hij stierf in 2002 op 88-jarige leeftijd aan hartfalen in zijn vakantiehuis in Canada.

## Filmografie
- 1950: Murder Without Crime
- 1953: The Yellow Balloon
- 1954: For Better, for Worse
- 1954: The Weak and the Wicked
- 1955: As Long as They're Happy
- 1955: An Alligator Named Daisy
- 1956: Yield to the Night
- 1957: The Good Companions
- 1957: Woman in a Dressing Gown
- 1958: Ice Cold in Alex
- 1959: North West Frontier
- 1959: No Trees in the Street
- 1959: Tiger Bay
- 1960: Wernher von Braun
- 1961: The Guns of Navarone
- 1962: Cape Fear
- 1962: Taras Bulba
- 1963: Kings of the Sun
- 1964: What a Way to Go!
- 1965: John Goldfarb, Please Come Home!
- 1965: Return from the Ashes
- 1966: Eye of the Devil
- 1969: Mackenna's Gold
- 1969: Before Winter Comes
- 1969: The Chairman
- 1970: Country Dance
- 1972: Conquest of the Planet of the Apes
- 1973: Battle for the Planet of the Apes
- 1974: Huckleberry Finn
- 1975: The Reincarnation of Peter Proud
- 1976: St. Ives
- 1977: The White Buffalo
- 1978: The Greek Tycoon
- 1979: The Passage
- 1980: Caboblanco
- 1981: Happy Birthday to Me
- 1983: 10 to Midnight
- 1984: The Evil That Men Do
- 1984: The Ambassador
- 1985: King Solomon's Mines
- 1986: Murphy's Law
- 1986: Firewalker
- 1987: Death Wish 4: The Crackdown
- 1988: Messenger of Death
- 1989: Kinjite: Forbidden Subjects